# Афганистанска Премиер Лига
Афганистанската Премиер Лига е най-високото ниво на професионалния футбол в Афганистан.

## Структура
Първенството започва през септември или октомври. Дивизията съдържа 8 отбора, всички от един регион на Афганистан.

## Отбори за сезон 2014
- Шаен Асмайе
- Тофан Харирод
- Симорг Алборз
- Окабан Хиндукуш
- Гуангджоу Фули
- Мавджаи Аму
- Де Маиванд Аталан
- Де Спин Гар Базан
- Де Абасин Сапе

## Шампиони по клубове
| Клуб          | Шампион | Години |
| ------------- | ------- | ------ |
| Шаен Асмайе   | 1       | 2013   |
| Тофан Харирод | 1       | 2012   |

## Шампиони
| Сезон | Шампион       |
| ----- | ------------- |
| 2012  | Тофан Харирод |
| 2013  | Шаен Асмайе   |

|  | Тази страница частично или изцяло представлява превод на страницата Afghan Premier League в Уикипедия на английски. Оригиналният текст, както и този превод, са защитени от Лиценза „Криейтив Комънс – Признание – Споделяне на споделеното“, а за съдържание, създадено преди юни 2009 година – от Лиценза за свободна документация на ГНУ. Прегледайте историята на редакциите на оригиналната страница, както и на преводната страница, за да видите списъка на съавторите. ВАЖНО: Този шаблон се отнася единствено до авторските права върху съдържанието на статията. Добавянето му не отменя изискването да се посочват конкретни източници на твърденията, които да бъдат благонадеждни. |